# Bendis (geslacht)
Bendis is een geslacht van vlinders van de familie spinneruilen (Erebidae), uit de onderfamilie Catocalinae.

## Soorten
- B. aemylia Druce, 1890
- B. bayamona Schaus, 1940
- B. brevimarginata Schaus, 1913
- B. camptogramma Hampson, 1926
- B. cinerea Butler, 1898
- B. detrahens Walker, 1858
- B. duplicans Möschler, 1880
- B. formularis Geyer, 1837
- B. fufius Schaus, 1894
- B. gentilis Schaus, 1894
- B. griseipennis Grote, 1882
- B. hinna Geyer, 1837
- B. inopia Felder, 1874
- B. irregularis Hübner
- B. limonia Guenée, 1852
- B. magdalia Guenée, 1852
- B. nigrilunata Schaus, 1914
- B. pannisca Schaus, 1901
- B. thara Schaus, 1906
- B. umbrifera Hampson, 1926